# トレーサビリティ (計測器)
トレーサビリティとは、「不確かさがすべて表記された切れ目のない比較の連鎖によって、決められた基準に結びつけられ得る測定結果または標準の値の性質。基準は通常、国家標準または、国際標準」と定義されている。(JIS Z8103:2000計測用語より引用)
過去のJISでは、「標準器又は計測器がより高度の標準によって次々に校正され国家標準につながる経路の確立している度合」と定義されていたが、ISOとの整合性を取るために、上記のように変更された。

## トレーサビリティチャート
トレーサビリティチャートとは対象とする校正に用いた機器の校正経路を記載した書類である。単にトレーサビリティと表現した場合、この書類をさすことが多い。
しかし、このチャートは必ずしも計測器のトレーサビリティを保証するものではない。
校正事業者の審査機関等(JCSS、A2LA等)より審査を受け、国際標準化機構および国際電気標準会議が定めた校正機関に関する基準 (ISO/IEC 17025) の要求事項に適合していることが確認され、校正事業者として登録された場合は、認定を受けた範囲内で審査機関等のロゴが入っている校正証明書を発行することができる。このロゴがトレーサビリティを保証しているため、トレーサビリティチャートの必要がない。
そもそも、トレーサビリティチャートはISO 9000などの品質マネジメントシステムが普及したときに標準供給の方が追いつかず、審査機関等のロゴが入っている校正証明書を得ることが困難であったため暫定対応として行われた措置であり、JCSS等のシステムが整った現在では、トレーサビリティチャートを使ったトレーサビリティの保証は、ISO 9000などのマネジメントシステムにおいては一般的ではない。